# Municipio de Fairview (condado de Allamakee)
Fairview Township es una subdivisión territorial del condado de Allamakee, Iowa, Estados Unidos. Según el censo de 2020, tiene una población de 188 habitantes.
Es una subdivisión exclusivamente geográfica, por cuanto el estado de Iowa no utiliza la herramienta de los townships como municipios.

## Geografía
La subdivisión está ubicad en las coordenadas 43°07′11″N 91°13′33″O / 43.11972, -91.22583 (43.119815, -91.225743).